# 끌개

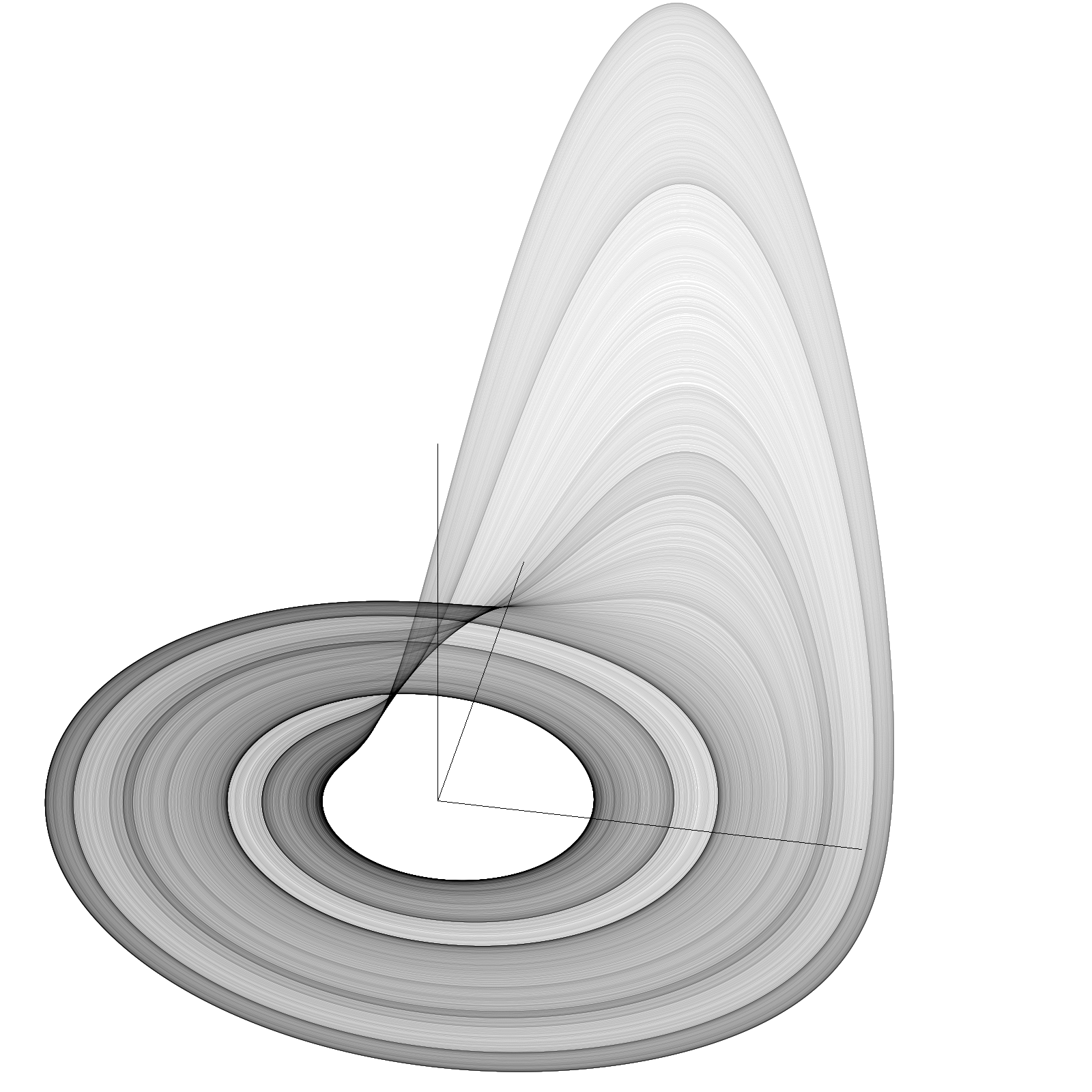
이상한 끌개의 예 (뢰슬러 끌개)

동역학계 이론에서 끌개(영어: attractor)는 동역학계의 시간 변화에 따라서 초기 상태에 상관없이 최종 상태가 근접하게 되는 일련의 구역들이다.

## 정의
상태 공간이 위상 공간 {\displaystyle X}인 계에서, 초기 상태 {\displaystyle x\in X}가 시간 {\displaystyle t}가 지나면 {\displaystyle x_{t}\in X}에 있게 된다고 하자. 시간 {\displaystyle t}는 계에 따라서 {\displaystyle t\in [0,\infty )}이거나 {\displaystyle t\in \mathbb {N} }이다.
이 계의 끌개란 다음 세 조건들을 만족시키는, 상태 공간의 부분공간 {\displaystyle A\subset X}이다.
1. 만약 {\displaystyle x\in A}라면, 모든 {\displaystyle t\geq 0}에 대하여 {\displaystyle x_{t}\in A}이다.
2. {\displaystyle A}의 어떤 열린 근방 {\displaystyle U\supset A}에 대하여, {\displaystyle x\in U}라면 충분히 큰 {\displaystyle t}에 대하여 {\displaystyle x_{t}\in A}이다.
3. {\displaystyle A}의 어떤 진부분집합도 위 두 조건을 만족시키지 않는다.

끌개 {\displaystyle A}의 끌림 영역(영어: basin of attraction) {\displaystyle B(A)}는 충분한 시간이 지나면 {\displaystyle A}로 빨려 들어가는 초기 상태들의 집합이며, 정의에 따라 {\displaystyle A}의 근방이다.
{\displaystyle B(A)=\{x\in X\colon \exists t\colon x_{t}\in A\}}

## 분류

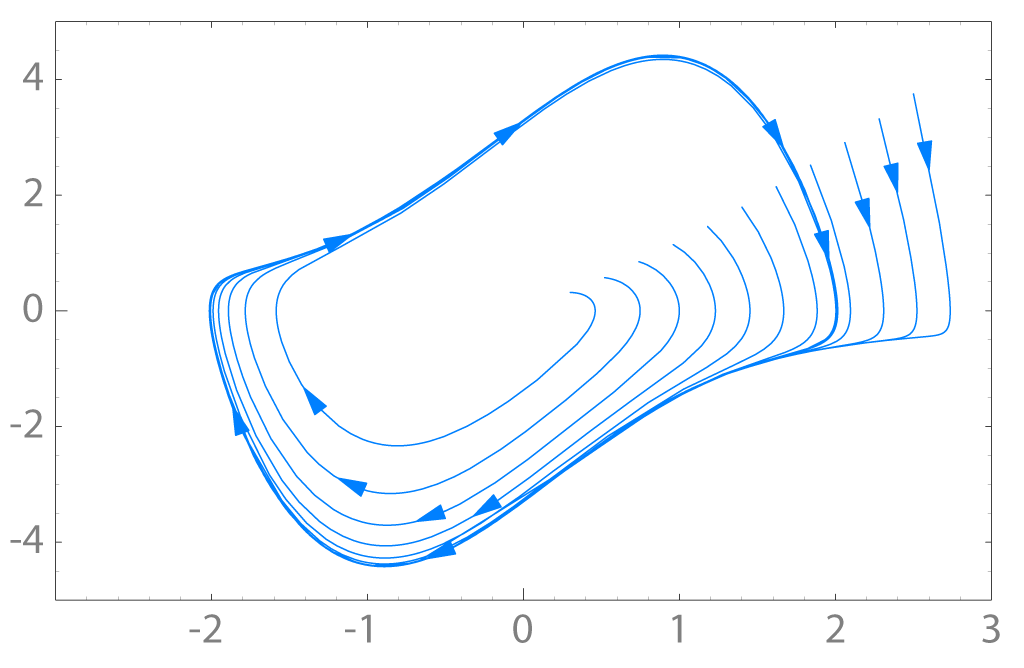
극한 주기 궤도의 예

로렌즈 끌개는 이상한 끌개의 대표적인 예이다.

끌개는 그 모양에 따라서 다음과 같이 분류된다.
- 하나의 점만을 포함하는 끌개는 고정점(영어: fixed point)이라고 한다.
- 원과 위상동형인 끌개는 극한 주기 궤도(極限週期軌道, 영어: limit cycle)라고 한다.
- 마찬가지로, 원환면과 위상동형인 끌개는 극한 원환면(極限圓環面, 영어: limit torus)이라고 한다.
- 유한개의 간단한 기하학적 모양 (초구, 원환면, 원환체 등)의 합집합으로 나타낼 수 없는, 프랙털 구조를 가진 끌개를 이상한 끌개(영어: strange attractor)라고 한다.

## 예
로렌즈 끌개, 뢰슬러 끌개(Rössler attractor), 뉴턴의 방법

## 같이 보기
- 정상 상태
- 수렴 진화

## 참고 문헌
- Ott, Edward. “Basin of attraction”. 《Scholarpedia》 1 (8): 1701. doi:10.4249/scholarpedia.1701.